# Carpodectes
Genre
Carpodectes est un genre d'oiseaux de la famille des Cotingidae.

## Liste des espèces
Selon la classification de référence du Congrès ornithologique international (version 7.3, 2017) :
- Carpodectes antoniae Ridgway, 1884
- Carpodectes hopkei von Berlepsch, 1897
- Carpodectes nitidus Salvin, 1865